# 泉州公交微5路
泉州公交微5路是中华人民共和国泉州市境内的一条公共交通线路，原名X1路，全程13.6公里。起讫点为五中城东校区至市消防支队古城中队，运营时间为双向7:00-20:30。

## 历史
- 2016年6月21日，泉州市道路运输管理处批准泉州公交发展有限公司（公交集团前身）关于开通X1路的申请
- 2016年6月26日，泉州公交开通X1路社区巴士。初期运营区间为丰泽广场-旧车站，初期运营时间为双向7:00-19:00，票价¥1/人。使用车辆为10部金旅XML6700JEV30C型空调电动巴士[1]
- 2016年12月3日，X1路更换为10部友谊ZGT6608NV1C型空调LNG小巴[2]，同时由一分公司（后更名为江南公司）转为隶属于四分公司（后更名为城东公司）
- 2016年12月19日，市道管处批准泉州公交关于变更X1路运营路线的申请
- 2017年1月2日，X1路运营区间变更为云谷公交站至福厦高铁泉州站，运行时间调整为6:00-19:00，运营车辆增加至23部，票价不变[3]
- 2017年4月3日，X1路开通夜班服务。末班发车时间延长至云谷公交站21:00，福厦高铁泉州站21:50发车
- 2017年12月，X1路再次由四分公司转为隶属于五分公司（后更名为温陵公司）
- 2018年5月10日，因博东路施工，X1路双向不再途径博东路，改为途径泉山路[4]
- 2018年8月8日，因祥远路北段自来水管道施工，X1路取消途径丰冠路、丰云路、祥远路，改为途径丰泽街后原线行驶[5]
- 2019年7月10日，因云谷公交站施工的需要，X1路取消途径公交云谷站，改为途径丰泽街、安吉路、毓才街至五中城东校区始发终到。
- 2019年8月14日，因丰泽丰冠路口实施护栏封闭，X1路取消途经丰冠路、丰云路、祥远路南段，改为直行丰泽街至公交大厦后原线行驶[6]
- 2019年9月4日，受圣湖路道路提升改造影响，X1路取消途经圣湖路、湖心街东段。改为途经刺桐路至湖心街中段后原线行驶。[7]
- 2020年1月31日，受新型冠状病毒肺炎防控要求影响。X1路自当日0:00起暂停运行至2月16日。[8]
- 2020年2月17日，X1路自该日起恢复运营。[9]
- 2021年6月25日，自该日起X1路双向增加停靠老年大学城东校区站。同时因东星站站点位置迁移，原有北上方向东星站更名为山海路口站并单向停靠。运营时间、票价不变。[10]
- 2022年3月16日，因疫情防控要求暂停中心市区范围内所有公交线路运营。X1路自当日首班起再次暂停运营至4月17日。[11]
- 2022年4月18日，X1路恢复运营。[12]
- 2023年3月，X1路由温陵公司转入东海公司管理、运营。
- 2023年9月25日，自该日起X1路单向增停站前广场站。原软件园北门更名为数字经济产业园北站。[13]
- 2024年1月1日，因优化调整，原X1路更名为微5路。运营区间变更为五中城东校区-市消防支队古城中队，运营时间变更为双向7:00-20:30。并更换为7部金旅XML6606JEVA0C1型空调电动巴士，原配12部ZGT6608NV1C退役，其余11部退至K7路使用。里程数由19.8公里缩短为14.4公里。[14][15]
- 2024年1月11日，因百源路污水管道封闭施工影响，微5路自该日起取消途径百源路。改为途径打锡街、庄府巷、壕沟墘、新门街、涂门街至关帝庙站后原线行驶，其它不变。[16]
- 2024年2月6日，微5路恢复途径百源路。取消途径打锡街、庄府巷、壕沟墘、新门街。
- 2024年7月5日，因新门-涂门街污水干管建设工程施工。微5路自该日双向临时取消途径九一街、百源路、涂门街、民权路、天后路。改为途径温陵北路、温陵南路、义全街至鲤城公安分局站后原线行驶，并双向增停温陵路中段、海关大楼、幸福街口等站，其它不变。[17]
- 2024年9月27日，因爱美蟳埔号专线巴士开通需要，东海公司划拨微5路1部XML6606JEVA0C1至爱美蟳埔号专线，微5路配车数由7部降为6部。[18]
- 2025年1月6日，微5路恢复途径九一街、百源路、涂门街、民权路、天后路，取消途温陵北路、温陵南路、幸福街口。[19]
- 2025年3月6日，因K3路开通运营需要，东海公司划拨微5路6部XML6606JEVA0C1至K3路。微5路接手并更换自21路、39路、K301路、K306路退下的6部金旅XML6855JEVW0C型空调电动巴士，配车数不变。

## 站点
| 路线 | 路线 | 路线 | 所在地区、街道 | 所在地区、街道 | 站点名             | 备注                   |
| ---- | ---- | ---- | -------------- | -------------- | ------------------ | ---------------------- |
|      |      |      | 丰泽区         | 毓才街         | 五中城东校区       | 起讫站                 |
|      |      |      | 丰泽区         | 毓才街         | 老年大学城东校区   |                        |
|      |      |      | 丰泽区         | 安吉路         | 东星               |                        |
|      |      |      | 丰泽区         | 安吉路         | 山海路口           | ↑                      |
|      |      |      | 丰泽区         | 安吉路         | 边防小区           | 原名 坪山洞东侧        |
|      |      |      | 丰泽区         | 丰泽街         | 公交大厦           |                        |
|      |      |      | 丰泽区         | 圣湖路         | 圣湖小区           |                        |
|      |      |      | 丰泽区         | 圣湖路         | 实验中学           |                        |
|      |      |      | 丰泽区         | 湖心街         | 湖心街东段         |                        |
|      |      |      | 丰泽区         | 湖心街         | 湖心街中段         |                        |
|      |      |      | 丰泽区         | 刺桐北路       | 线务局(↓)          | 人才大厦(↑)            |
|      |      |      | 丰泽区         | 东湖街         | 侨乡体育馆         |                        |
|      |      |      | 丰泽区         | 东湖街         | 泉州华侨历史博物馆 | 原名 东湖影院          |
|      |      |      | 鲤城区         | 温陵北路       | 东湖公园           |                        |
|      |      |      | 鲤城区         | 温陵北路       | 九一街口           | 君龙人寿               |
|      |      |      | 鲤城区         | 九一街         | 九一街             |                        |
|      |      |      | 鲤城区         | 百源路         | 百源路             |                        |
|      |      |      | 鲤城区         | 涂门街         | 关帝庙             | 清净寺                 |
|      |      |      | 鲤城区         | 天后路         | 天后路北段         |                        |
|      |      |      | 鲤城区         | 义全街         | 鲤城公安分局       |                        |
|      |      |      | 鲤城区         | 义全街         | 义全街西段         |                        |
|      |      |      | 鲤城区         | 江滨北路       | 金山水闸           |                        |
|      |      |      | 鲤城区         | 江滨北路       | 新华旱闸           |                        |
|      |      |      | 鲤城区         | 江滨北路       | 金洲旱闸           |                        |
|      |      |      | 鲤城区         | 江滨北路       | 金洲寺             |                        |
|      |      |      | 鲤城区         | 江滨北路       | 临漳水闸           |                        |
|      |      |      | 鲤城区         | 忠堡路         | 市消防支队古城中队 | 起讫站 原名 嘉信茂广场 |

## 票价
微5路计价方式为一票制，票价¥1.0。
- 泉通卡普通卡9折，月票卡乘坐刷1次。敬老卡、爱心卡有效
- 可使用泉城通APP及支付宝、云闪付、微信乘车码支付

## 配车
微5路配车数总计6部，其中：
- 金旅XML6855JEVW0C  6部

- 友谊ZGT6608NV1C
（2016.12 - 2023.12）
- 金旅XML6606JEVA0C1
（2024.1 - 2025.3）
- 金旅XML6855JEVW0C
（2025.3 - ）

## 相关
- 泉州公交线路列表